# Money in the Bank (2010)
Money in the Bank (2010) là một sự kiện pay-per-view (PPV) đấu vật chuyên nghiệp sản xuất bởi WWE ngày 18 tháng 7 năm 2010, tại Sprint Center ở Kansas City, Missouri. Trong sự kiện Money in the Bank thường niên đầu tiên, bao gồm 2 Trận đấu thang Money in the Bank, với một trận đấu dành cho mỗi thương hiệu trong WWE. Có 8 trận đấu diễn ra trong sự kiện. Sự kiện nhận được 169.000 lượt mua pay-per-view.

## Kết quả
| #                                                                                | Kết quả | Thể loại                                                                                                 | Thời gian |
| -------------------------------------------------------------------------------- | --- | --- | --------- |
| 1D                                                                               | Santino Marella đánh bại William Regal | Trận đấu đơn                                                                                             | 04:36     |
| 2                                                                                | Kane đánh bại Big Show, Christian, Cody Rhodes, Dolph Ziggler, Drew McIntyre, Kofi Kingston và Matt Hardy                                         | Trận đấu thang Money in the Bank tranh hợp đồng tranh đai World Heavyweight Championship                 | 26:18     |
| 3                                                                                | Alicia Fox (c) đánh bại Eve Torres | Trận đấu đơn tranh đai WWE Divas Championship                                                            | 05:52     |
| 4                                                                                | The Hart Dynasty (David Hart Smith và Tyson Kidd) (cùng với Natalya) (c) đánh bại The Usos (Jey Uso và Jimmy Uso) (cùng với Tamina) bằng đòn khóa | Trận đấu đồng đội tranh đai Unified WWE Tag Team Championship                                            | 05:53     |
| 5                                                                                | Rey Mysterio (c) đánh bại Jack Swagger | Trận đấu đơn tranh đai World Heavyweight Championship                                                    | 10:43     |
| 6                                                                                | Kane đánh bại Rey Mysterio (c) | Trận đấu đơn tranh đai World Heavyweight Championship Đây là trận đấu cash-in Money in the Bank của Kane | 00:54     |
| 7                                                                                | Layla (c) (cùng với Michelle McCool) đánh bại Kelly Kelly (cùng với Tiffany)                                                                      | Trận đấu đơn tranh đai WWE Women's Championship                                                          | 03:56     |
| 8                                                                                | The Miz đánh bại Chris Jericho, Edge, Evan Bourne, John Morrison, Mark Henry, Randy Orton và Ted DiBiase                                          | Trận đấu thang Money in the Bank tranh hợp đồng tranh đai WWE Championship                               | 20:26     |
| 9                                                                                | Sheamus (c) đánh bại John Cena | Trận đấu Steel Cage tranh đai WWE Championship                                                           | 23:19     |
| - (c) – chỉ người vô địch bước vào trận đấu - D – chỉ trận đấu là một dark match | | |           |

## Nhân sự trên màn ảnh khác
| Bình luận viên - Jerry Lawler - Michael Cole - Matt Striker Người phỏng vấn - Josh Mathews | Ring announcer - Justin Roberts - Tony Chimel Trọng tài - Mike Chioda - Charles Robinson - Jack Doan |